# Gianmario Comi
Gianmario Comi (Torino, 5 marzo 1992) è un calciatore italiano, attaccante della Pro Vercelli.

## Biografia
Suo padre Antonio Comi è stato a sua volta un calciatore professionista, di ruolo attaccante, centrocampista e libero.

## Caratteristiche tecniche
Terminale offensivo d'attacco, possente fisicamente e nel gioco aereo, in possesso di uno spiccato senso della posizione che gli consente di trovare con continuità la via della rete.
Il suo contributo risulta prezioso anche nella costruzione della manovra, facendo salire la squadra e favorendo l'inserimento dei propri compagni grazie alla sua attitudine nel gioco di sponda e nella protezione del pallone.

## Carriera

### Club
Dopo aver svolto le giovanili tra le file del Torino il 1º luglio 2011 passa in compartecipazione al Milan in cambio di Simone Verdi. Dopo aver segnato 25 reti nel Campionato Primavera, il 4 luglio 2012 passa in prestito alla Reggina, in Serie B. Esordisce tra i professionisti il 12 agosto contro la Nocerina in Coppa Italia. Lascia il terreno di gioco al 63' per far posto a Bombagi.
Partito inizialmente indietro nelle gerarchie, con il passare delle giornate riesce a ritagliarsi un posto da titolare mettendo a segno 11 reti in campionato, decisive nella salvezza degli amaranto.
Il 28 giugno 2013 passa in prestito al Novara per sopperire alla cessione di Seferović. Disattese le aspettative riposte su di lui (una sola rete in 13 apparizioni in campionato) anche a causa di uno stile di gioco non consono alle sue caratteristiche, il 22 gennaio 2014 passa per sei mesi in prestito al Lanciano.
Il 15 luglio 2014 passa in prestito all'Avellino. Un mese dopo il Torino ne liquida la compartecipazione, cedendo definitivamente il cartellino al Milan. Pur non essendo una prima scelta - il tecnico Rastelli lo alternerà continuamente nel corso della stagione ai vari Soumaré, Arrighini, Pozzebon e Mokulu al fianco di Castaldo in base alle caratteristiche dell'avversario - metterà a segno 7 reti (di cui una ai play-off contro lo Spezia che consente all'Avellino di accedere alle semifinali) con gli irpini e servendo vari assist a Castaldo.
Il 24 giugno 2015 passa in prestito con diritto di riscatto al Livorno. Complice la presenza in rosa di Vantaggiato e i dissidi con il tecnico Christian Panucci, passerà la stagione ai margini. Il 15 luglio 2016 firma un triennale con il Carpi. Escluso spesso da Castori per scelta tecnica, il 5 gennaio 2017 passa in prestito alla Pro Vercelli. Il 22 agosto passa in prestito con diritto di riscatto al Vicenza, in Serie C.
Titolare, in pianta stabile, dei vercellesi per quasi 6 anni, il 31 gennaio 2024 passa in prestito al Crotone. A fine stagione fa ritorno a Vercelli.

### Nazionale
Il 14 agosto 2013 esordisce con l'Under-21 contro la Slovacchia, subentrando al 72' al posto di Belotti. Il 6 marzo 2014 prende parte a uno stage con la Nazionale maggiore, organizzato dal CT Cesare Prandelli per visionare i giovani prospetti più interessanti del campionato italiano.

## Statistiche

### Presenze e reti nei club
Statistiche aggiornate al 17 maggio 2025.
| Stagione            | Squadra             | Campionato          | Campionato | Campionato | Coppe nazionali | Coppe nazionali | Coppe nazionali | Coppe continentali | Coppe continentali | Coppe continentali | Altre coppe | Altre coppe | Altre coppe | Totale | Totale |
| Stagione            | Squadra             | Comp                | Pres       | Reti       | Comp            | Pres            | Reti            | Comp               | Pres               | Reti               | Comp        | Pres        | Reti        | Pres   | Reti   |
| ------------------- | ------------------- | ------------------- | ---------- | ---------- | --------------- | --------------- | --------------- | ------------------ | ------------------ | ------------------ | ----------- | ----------- | ----------- | ------ | ------ |
| 2012-2013           | Reggina             | B                   | 35         | 11         | CI              | 2               | 1               | -                  | -                  | -                  | -           | -           | -           | 37     | 12     |
| 2013-gen. 2014      | Novara              | B                   | 13         | 1          | CI              | 1               | 1               | -                  | -                  | -                  | -           | -           | -           | 14     | 2      |
| gen.-giu. 2014      | Lanciano            | B                   | 15         | 2          | CI              | -               | -               | -                  | -                  | -                  | -           | -           | -           | 15     | 2      |
| 2014-2015           | Avellino            | B                   | 33+3       | 6+1        | CI              | 3               | 1               | -                  | -                  | -                  | -           | -           | -           | 39     | 8      |
| 2015-2016           | Livorno             | B                   | 24         | 2          | CI              | 2               | 1               | -                  | -                  | -                  | -           | -           | -           | 26     | 3      |
| 2016-gen. 2017      | Carpi               | B                   | 4          | 0          | CI              | 2               | 1               | -                  | -                  | -                  | -           | -           | -           | 6      | 1      |
| gen.-giu. 2017      | Pro Vercelli        | B                   | 14         | 3          | CI              | -               | -               | -                  | -                  | -                  | -           | -           | -           | 14     | 3      |
| 2017-2018           | Vicenza             | C                   | 31+1       | 9          | CI+CI-C         | 0+1             | 2               | -                  | -                  | -                  | -           | -           | -           | 33     | 11     |
| 2018-2019           | Pro Vercelli        | C                   | 22         | 5          | CI+CI-C         | 1+2             | 0               | -                  | -                  | -                  | -           | -           | -           | 25     | 5      |
| 2019-2020           | Pro Vercelli        | C                   | 24         | 6          | CI+CI-C         | 0               | 0               | -                  | -                  | -                  | -           | -           | -           | 24     | 6      |
| 2020-2021           | Pro Vercelli        | C                   | 34+3       | 12         | -               | -               | -               | -                  | -                  | -                  | -           | -           | -           | 37     | 12     |
| 2021-2022           | Pro Vercelli        | C                   | 34+2       | 10         | CI-C            | 1               | 0               | -                  | -                  | -                  | -           | -           | -           | 37     | 10     |
| 2022-2023           | Pro Vercelli        | C                   | 26         | 8          | CI-C            | 1               | 0               | -                  | -                  | -                  | -           | -           | -           | 27     | 8      |
| 2023-gen. 2024      | Pro Vercelli        | C                   | 21         | 2          | CI-C            | 1               | 0               | -                  | -                  | -                  | -           | -           | -           | 22     | 2      |
| gen.-giu. 2024      | Crotone             | C                   | 13+1       | 1          | -               | -               | -               | -                  | -                  | -                  | -           | -           | -           | 14     | 1      |
| 2024-2025           | Pro Vercelli        | C                   | 35+2       | 17         | CI-C            | 1               | 0               | -                  | -                  | -                  | -           | -           | -           | 39     | 17     |
| Totale Pro Vercelli | Totale Pro Vercelli | Totale Pro Vercelli | 205+7      | 62         |                 | 7               | 0               |                    | -                  | -                  |             | -           | -           | 224    | 63     |
| Totale carriera     | Totale carriera     | Totale carriera     | 391        | 96         |                 | 16              | 7               |                    | -                  | -                  |             | -           | -           | 410    | 103    |

## Palmarès

### Individuale
- Capocannoniere del Campionato Primavera: 1

2011-2012 (Girone B, 25 gol)